# رادوشتش (استان ماسوویان)
رادوشتش (به لهستانی:  Radość) یک روستا در لهستان است که در گمینا تسرانوو واقع شده‌است.